# Zhouxiang (köpinghuvudort i Kina, Hubei Sheng, lat 31,17, long 114,11)
Zhouxiang (kinesiska: 周巷) är en köpinghuvudort i Kina. Den ligger i provinsen Hubei, i den centrala delen av landet, omkring 67 kilometer norr om provinshuvudstaden Wuhan. Antalet invånare är 54 161. Befolkningen består av 26 371 kvinnor och 27 790 män. Barn under 15 år utgör 17,0 %, vuxna 15-64 år 74 %, och äldre över 65 år 8,0 %.
Runt Zhouxiang är det tätbefolkat, med 591 invånare per kvadratkilometer. Närmaste större samhälle är Xiaogang, 19,8 km sydväst om Zhouxiang. Trakten runt Zhouxiang består till största delen av jordbruksmark.
Genomsnittlig årsnederbörd är 1 403 millimeter. Den regnigaste månaden är juli, med i genomsnitt 241 mm nederbörd, och den torraste är december, med 19 mm nederbörd.